# Рич (округ)
Округ Рич (англ. Rich County) располагается в штате Юта, США. Официально образован в 1868 году. По состоянию на 2010 год, численность населения составляла 2264 человека.

## География
По данным Бюро переписи США, общая площадь округа равняется 2812,743 км2, из которых 2665,113 км2 - суша и 150,220 км2, или 5,300 %, — водоёмы.

## Население
По данным переписи населения 2000 года, в округе проживает 1 961 житель в составе 645 домашних хозяйств и 521 семьи. Плотность населения составляет 1,00 человек на км2. На территории округа насчитывается 2 408 жилых строений, при плотности застройки около одного строения на 1 км2. Расовый состав населения: белые — 98,16 %, афроамериканцы — 0,05 %, коренные американцы (индейцы) — 0,41 %, азиаты — 0,92 %, представители других рас — 0,46 %. Испаноязычные составляли 1,84 % населения независимо от расы.
В составе 42,20 % из общего числа домашних хозяйств проживают дети в возрасте до 18 лет, 74,40 % домашних хозяйств представляют собой супружеские пары, проживающие вместе, 3,70 % домашних хозяйств представляют собой одиноких женщин без супруга, 19,10 % домашних хозяйств не имеют отношения к семьям, 17,10 % домашних хозяйств состоят из одного человека, 7,00 % домашних хозяйств состоят из престарелых (65 лет и старше), проживающих в одиночестве. Средний размер домашнего хозяйства составляет 3,01 человека, и средний размер семьи 3,44 человека.
Возрастной состав округа: 34,60 % моложе 18 лет, 7,20 % от 18 до 24, 22,20 % от 25 до 44, 21,90 % от 45 до 64 и 21,90 % от 65 и старше. Средний возраст жителя округа - 34 года. На каждые 100 женщин приходится 103,60 мужчин. На каждые 100 женщин старше 18 лет приходится 102,50 мужчин.
Средний доход на домохозяйство в округе составлял 39 766 USD, на семью — 44 783 USD. Среднестатистический годовой заработок мужчины был 34 464 USD против 22 396 USD для женщины. Доход на душу населения составлял 16 267 USD в год. Около 6,50 % семей и 10,20 % общего населения находились ниже черты бедности, в том числе — 11,30 % молодежи (тех, кому ещё не исполнилось 18 лет) и 6,30 % тех, кому было уже больше 65 лет.